# Opilo nas vino/Nema te
Opilo nas vino/Nema te je četvrti studijski album pevačice Merime Njegomir. Objavljen je kao LP i kaseta 30. oktobra 1985. godine u izdanju PGP RTB. Producent albuma je Miroljub Aranđelović Kemiš.

## Pesme na albumu
| Br. | Naziv                     | Muzika                     | Tekst            | Aranžman                   |
| --- | ------------------------- | -------------------------- | ---------------- | -------------------------- |
| 1.  | Opilo nas vino            | Miroljub Aranđelović Kemiš | Miodrag Ž. Ilić  | Miroljub Aranđelović Kemiš |
| 2.  | Pile moje                 | Miroljub Aranđelović Kemiš | Miodrag Ž. Ilić  | Miroljub Aranđelović Kemiš |
| 3.  | Na tavanu malo tama       | Miroljub Aranđelović Kemiš | Petar Knežević   | Miroljub Aranđelović Kemiš |
| 4.  | Pesma majci               | Miroljub Aranđelović Kemiš | Miodrag Ž. Ilić  | Miroljub Aranđelović Kemiš |
| 5.  | Nema te                   | Ljubo Kešelj               | Žika Radujević   | Miroljub Aranđelović Kemiš |
| 6.  | Volim te                  | Ljubo Kešelj               | Merima Njegomir  | Miroljub Aranđelović Kemiš |
| 7.  | Tvoje oči kestenjaste     | Ljubo Kešelj               | Đorđe Janković   | Miroljub Aranđelović Kemiš |
| 8.  | Pokušavam da te zaboravim | Radoslav Graić             | Slobodan Rešetar | Miroljub Aranđelović Kemiš |

## Spoljašnje veze
- Opilo nas vino/Nema te na discogs.com